# 我们的生活充满阳光
我们的生活充满阳光是一首秦志钰等人作词，吕远、唐诃作曲。它作为1979年生活故事片《甜蜜的事业》插曲而被人所熟知。歌曲淡化了自文化大革命以来的意识形态色彩，旨在歌颂普通劳动者对美好生活的憧憬。因其代表性，已被选入联合国教科文组织亚太地区音乐教材。
2011年，为纪念中国共产党成立九十週年以及西藏和平解放六十周年，西藏自治区发行同名专辑《我们的生活充满阳光》，内容围绕本歌曲展开，另涵盖了一批同类红色歌曲及优秀藏语歌曲。